# Paramimistena watanabei
Paramimistena watanabei là một loài bọ cánh cứng trong họ Cerambycidae.